# Den filippinske revolution
Den filippinske revolution (1896–1898) var et filippinsk oprør mod det spanske kolonistyre, der førte til, at Filippinerne erklærede sig for et selvstændigt land, og at Spanien opgav sin indflydelse i landet. Uafhængigheden blev imidlertid kortvarig, for Spanien havde solgt Filippinerne til USA i slutningen af 1898, og amerikanerne valgte derfor ikke at respektere den filippinske uafhængighed.

## Optakten
I Filippinerne opstod der i slutningen af 1800-tallet kraftige uroligheder og flere mindre opstande mod de spanske koloniherrer. Fra de mere fremstående filippineres rækker, (illustrados), opstod der en gruppe, som dannede propagandabevægelsen. De kæmpede ikke for direkte uafhængighed af Spanien, men ønskede et mere ligeværdigt forhold og flere politiske rettigheder til det filippinske folk. De talte, skrev og argumenterede imod de uretfærdigheder, som det spanske kolonistyre ifølge dem begik. Blandt de mest kendte propagandister var Jose Rizal, Marcelo H. del Pilar og Graciano Lopez Jaena. Rizal, den mest kendte af dem, benyttede Jesu ord Noli me tangere («rør mig ikke», Joh 20,17) i en bog, hvis budskab søgte at fremme dette nationale anliggende.
Det spanske styre havde ført til opstande allerede i 1600-tallet. 1872-oprøret i provinsen Cavite var vigtigt, fordi det gjorde særlig stort indtryk på befolkningen i hele landet. Spanierne kvalte imidlertid oprøret, blandt andet ved at henrette tre filippinske præster: Burgos, Gomez og Zamora, der var medlemmer af en gruppe, som blev kaldt «Gomburza». Historikere mener, at disse henrettelser markerer begyndelsen på den filippinske revolutionsperiode.

### La Liga Filipina
Den 3. juli 1892 grundlagde José Rizal La Liga Filipina (det filippinske forbund). Blandt dets medlemmer var Andres Bonifacio, der skulle blive en af de afgørende personer i det videre forløb. Gruppens målsætninger var:
- At forene hele øgruppen til en kompakt, vital og homogen enhed.
- Gensidig assistance i vanskelige tider.
- Forsvar mod vold og uretfærdighed.
- Fremme af dannelse, jordbrug og handel.
- Overvejelse og iværksættelse af reformer.

Hvert medlem skulle betale ti centavos månedligt til forbundets fælleskasse og kunne vælge at tage sig et symbolsk tilnavn. Pengene skulle benyttes til:
- Uddannelsesstøtte til det medlem, eller det medlems søn, som selv har råd til det, men som viser talent og arbejdsvilje i forbindelse med det at studere.
- Støtte og hjælp til fattige, hvis rettigheder krænkes af en magtfuld person.
- Hjælp til medlemmer, som lider personlige tab.
- Lån til medlemmer, som er trængende, til etablering af en form for produktionsvirksomhed eller landbrug.
- Fremme anskaffelsen af maskiner og etablering af industrier, som er nye eller nødvendige for landet.
- Åbne butikker eller andre virksomheder, som gavner medlemmerne økonomisk.

Gruppen mente, at den måde, hvorpå man bedst kunne bevæge sig frem mod disse mål for ligebehandling og reformer, var ved at få Spanien til at gøre Filippinerne til en regulær spansk provins, således at filippinerne blev spanske statsborgere.
La Liga Filipina var en ikke-voldelig organisation, men spanierne – der hurtigt opdagede dens eksistens – betragtede den som farlig. Rizal blev umiddelbart, og i al hemmelighed, arresteret den 16. juli 1892 og generalguvernør Elogio Despujol beordrede ham sendt i indre eksil til det fjerntliggende Dapitan på Mindanao.

### Katipunan
Da Bonifacio blev klar over, at Rizal var blevet bortført, kom han – i modsætning til de fleste andre medlemmer af La Liga – frem til, at filippinerne måtte foretage intet mindre end en væbnet revolution for at opnå selvstændighed. Den 7. juli 1892 grundlagde han derfor Katipunan, et hemmeligt, revolutionært selskab, der var åbent både for fattigfolk, bønder og medlemmer af middelklassen. Stiftelsesmødet fandt sted i et hus i Calle Azcarraga (på Claro M. Recto Street) nær Calle Candelaria (på Elcano Street). Blandt de tilstedeværende var blandt andet Valentin Diaz, Deodato Arellano, Teodoro Plata og Ladislao Diwa.
Navnet Katipunan er en kortere version af selskabets fulde navn på tagalog: Kataastaasang, Kagalanggalangang Katipunan ng mga Anak ng Bayan, eller som han selv stavede det: Kataastaasan Kagalang-galang na Katipunan nang manga Anak nang Bayan (omtrent: «Den højeste og mest respektable forening af folkets børn»), hvilket forklarer forkortelsen «KKK». Organisationen gjorde sig gældende i samfundet blandt andet ved at etablere kooperative selskaber og institutioner, der havde som formål at fremme de fattiges skolegang.
I et opildnende essay på tagalog, «Hvad Filippinerne burde vide», begrundede han, hvorfor han mente, revolutionen var den rette vej, og beskrev hvordan spanierne torturede og dræbte filippinske fanger.
KKK benyttede sig af frimurerritualer for at formidle en aura af sakral mystik med hemmelige koder, adgangsord og dæknavne. F.eks. var Bonifacio Maypag-asa (fuld af håb) og hans kone Lakangbini (gudinden). Organisationen praktiserede en optagelsesmetode, der havde som formål at forhindre, at det skulle være for let at blive medlem, og den omstændelige optagelsesproces blev afsluttet med et blodritual, hvor det nye medlem skrev sit navn med sit eget blod i en bog. KKK havde tre formål. For det første ville de frigøre Filippinerne fra Spanien, om nødvendigt med brug af vold. Medlemmerne, kaldet Katipuneros, blev blev trænet i brugen af våben. Derefter kom det moralsk formål: Alle mennesker var ligeværdige, uanset om de var rige eller fattige. For det tredje, solidaritet med trængende medlemmer – syge skulle hjælpes, KKK skulle dække omkostningerne ved fattige medlemmers begravelse. De fleste medlemmer var fattige, men der var også fremstående middelklassemedlemmer som dr. Pio Valenzuela og Mariano Alvarez. I Katipunan havde Bonifacio som leder titlen Supremo.
I 1896 var Katipunans medlemstal vokset til over 30.000, og organisationen opererede både på nationalt, provinsielt og kommunalt niveau.

## Krigens forløb

### Revolutionsudbruddet
Først den 19. august 1896 opdagede spanierne, at Katipunan eksisterede og planlagde et oprør. Det var augustinerpateren Mariano Gil, sognepræsten i Tondo i Manila, som fik det at vide af en afhopper fra KKK, Teodoro Patino. Politiet slog til, og en række filippinere blev arresteret og fængslet eller skudt. Andres Bonifacio og hans hustru Gregoria gik under jorden. KKK blev afsløret, før organisationen for alvor var klar til at gribe til våben, men nu var der ingen vej tilbage. Bonifacio mødtes sammen med de andre Katipunan-ledere på gården til Juan A. Ramos i Pugadlawin ved Kalookan den 23. august 1896. De rev deres cedulas (identitetspapirer) i stykker og råbte «Længe leve Filippinerne» (The cry of Balintawak) og startet revolutionen.
Den 30. august fandt revolutionens første angreb sted. Andres Bonifacio og hans bedste ven, Emilio Jacinto, angreb med 800 mand et krudtlager i San Juan del Monte (nu San Juan, Metro-Manila). Stedet kaldes i dag Pinaglabanan, «slagfeltet». Dette var et vigtigt, militært mål, men blev imidlertid kun forsvaret af 200 mand. Spanierne trak sig tilbage til El Deposito, drikkevandsdammen for Manilas indre by, Intramuros.
Slaget ved Pinaglabanan og kampene i Caloocan udløste træfninger på begge sider af Pasig-floden, i Santa Mesa, Pandacan, Pateros, Taguig, San Pedro, Makati, Balik-Balik i Manila-området, og længere ude i San Francisco de Malabon, Cavite el Viejo og Noveleta.
Bonifacio rykkede frem mod Manila, men blev mødt af en stor styrke sendt ud af generalguvernør Ramon Blanco. Bonifacios mænd blev trængt tilbage til Mandaluyong; over 150 mænd faldt, og 200 blev taget til fange. (De ledere, som blev taget til fange, Sancho Valenzuela, Ramon Peralta, Modesto Sarmiento og Eugenio Silvestre, blev den 6. september skudt på Bagumbayanfeltet, som i dag er Luneta Park i Manilas centrum).
Generalguvernør Blanco havde øjeblikkeligt erklæret krigstilstand i otte provinser: Morong (dvs. dagens Metro-Manila og Rizal), Batangas, Bulacan, Cavite, Laguna, Nueva Ecija, Pampanga og Tarlac. Bonifacio var i defensiven og måtte trække sine styrker op i bjergene bag Marikina.

### Udenfor Manila-området
I Manila og områderne umiddelbart nord og øst for byen, på de fronter hvor Bonifacio opererede, gik oprøret dårligt. Det er betegnende for begivenhederne, at de filippinere, som var ved denne front og i denne fase af oprøret, og som i dag hædres som helte, primært var officerer, som blev henrettet, foruden den utrættelige 84 år gamle kvinde Melchora Aquino (kaldet Tandang Sora) som plejede de sårede, opmuntrede soldaterne med råd og støttede dem med sine bønner. (Spanierne kom hurtigt på sporet af hende og sendte hende i eksil til Marianas-øerne).
I august var Emilio Aguinaldo blevet KKK's lokale leder i Cavite. Styrkerne under hans ledelse var langt mere sejrrige end Bonifacios og erobrede den ene by efter den anden i Cavite provinsen. Han indtog hurtigt den spanske guardia civils forlægning i hjembyen Cavite el Viejo (31. august) og ledede derefter kampene omkring Imus ikke langt derfra. Mariano Alvarez indtog Noveleta den 31. august. Andre militære ledere, der gjorde sig bemærket på Cavite-fronten, var bl.a. Artemio Ricarte, Antonio Luna, Tomas Mascardo, Juan Cailles, Vito Belarmino, Mariano Trias, Marcelino Aure og Edilberto T. Evangelista. Den 5. september besejrede Aguinaldo, (kendt som general Miong blandt sine soldater), den spanske general Ernesto Aguirres styrker ved Imus. Spanierne troede, at henrettelserne ville lægge en dæmper på oprørernes moral, og den 12. september skød de 13 filippinere foran San Felipe-fæstningen i Cavite-arsenalet.
I løbet af september kom næsten hele provinsen på filippinske hænder.
Den 2. september angreb 2.000 revolucionarios under general Mariano Llanera den spanske garnison i San Isidro i provinsen Nueva Ecija. Det var et flamboyant angreb: De revolutionære begyndte fremrykningen ved at marchere med røde banderas ned gennem hovedgaderne til musik fra det lokale Cabiao Musikong Bumbong-orkester (et band med instrumenter af bambus). De gik til angreb udelukkende bevæbnet med bolos. På trods af disse omstændigheder lykkedes det dem at holde byen besat i tre dage, før end de blev tvunget tilbage af spanske troppeforstærkninger.
I oktober udformede Aguinaldo med en proklamation, hvor han præsenterede sin vision om et frit Filippinerne. Proklamationen blev ikke kun rettet mod den tagalogtalende del af befolkning, men til den filippinske befolkning i hele øgruppen.
Aguinaldos største sejr var det tre dage lange dobbeltslag ved Binakayan (da en barrio under Cavite el Viejo) og Dahalican (barrio under Noveleta) (over den 11. november 1896), hvor han nedkæmpede generalguvernør Ramon Blancos militærkorps. Dette var spaniernes første alvorlige, militære nederlag.
Aguinaldo havde fra da af ledelsen af hele oprøret, eftersom Bonifacios styrker havde gemt sig i bjergene ved Marikina.

### Henrettelsen af Rizal og andre fanger
Da spanierne den 30. december 1896 henrettede deres mest kendte fange, Jose Rizal, som de mente måtte være oprørets åndelige fader og symbolske anfører og leder, fik oprøret blot en ny vitaminindsprøjtning. Dette var en endnu større fejltagelse. Det var en fejltagelse, som spanierne nærmest havde anstrengt sig for at begå. Generalguvernøren Blanco havde nemlig løsladt Rizal og ladet ham rejse fra forvisningsstedet Dapitan på Mindanao til Manila den 1. august 1896. I Manila havde Rizal sagt nej til Bonifacio og andre, som ville hjælpe ham, og bedt om generalguvernørens hjælp til at få en plads på det første skib til Spanien. Den 3. september forlod han Filippinerne på skibet Isla de Panay med kurs mod Barcelona med et anbefalingsbrev fra guvernør Blanco, som bad den spanske krigsminister og udenrigsministeren om at tage godt imod ham i Spanien og hjælpe ham videre til Cuba, hvor han planlagde at starte en lægepraksis. Men det viste sig imidlertid, at Blanco ikke fik det som han ønskede sig det; da skibet ankom til Suez, ventede der et telegram, som beordrede Rizal arresteret og ført tilbage til Filippinerne. Den 3. november vendte han tilbage til Manila, hvor han blev fængslet i Fort Santiago.
Retssagen begyndte den 3. december, og få dage efter mistede Rizal den eneste, som kunne have reddet ham, da generalguvernør Blanco blev afløst og beordret til Cuba. Den nye generalguvernør, general Camilo Polavieja, så helt anderledes på Rizal og engagerede sig kraftigt mod ham. Da dødsdommen faldt den 26. december, beordrede han dommen eksekveret så hurtigt som muligt.
Fra da af fik de revolutionære et nyt slagord: Mabuhay Dr. José Rizal!
Spanierne fulgte op med flere henrettelser. Den 4. januar 1897 blev en gruppe på 12 personer fra landsdelen Bicol skudt (de huskes nu som som «De tolv Bicol-martyre): Domingo Abella, Manuel Abella, fader Gabriel Prieto, fader Severino Diaz, fader Inocencio Herrera, Camilo Jacob, Florencio Lerma, Macario Valentin, Cornelio Mercado, Mariano Melgarejo og Tomas Prieto.
Den 11. januar 1897 skød spanierne på samme sted, hvor Rizal blev henrettet, en ny gruppe på 13 fanger, som kort efter blev omtalt som Trece Martires de Bagumbayan: De tretten fanger, Numeriano Adriano, Geronimo Medina, Jose A. Dizon, Domingo T. Franco, Eustacio Mañalak, Benedicto Nijaga, Ramon Padilla, Braulio Rivera, Francisco L. Roxas, Faustino Villaruel, Moises E. Salvador, Luis Enciso Villareal og Antonio Salazar.
I februar blev endnu en gruppe fanger henrettet i Manila.

### Rivalisering
Disse henrettelser forrykkede også magtbalancen mellem de to militære ledere i Aguinaldos favør.
Det opstod en form for rivalisering mellem to fraktioner i Katipunan, Cavite, mellem Magdalo-rådet (hvor Aguinaldo var med) og Magdiwang-rådet, som blev ledet af Mariano Alvarez, en slægtning til Bonifacios hustru. Bonifacio blev som Supremo tilkaldt for at mægle og afgøre sagen.
Det gamle venskab mellem Bonifacio og Aguinaldo var allerede ved at gå i opløsning, og der var også et stærkt element af filippinsk regionalisme med i billedet. De to lederne havde også afvigende politiske overbevisninger. Det gik ikke bedre, end at mødet, som blev afholdt på Aguinaldos landsted i Tejeros i Cavite, også endte med med at handle om selve revolutionens styringsstruktur, og det kom til afstemninger om dette spørgsmål. Næsten alle de fremmødte var caviteños, og den 22. marts 1897 valgte de Aguinaldo til præsident for den nye revolutionære regering, mens Bonifacio blev de facto degraderet, og måtte tage til takke med stillingen som indenrigsminister. Aguinaldo var selv fraværende, da dette skete; han kæmpede mod de spanske styrker ved Dasmariñas i Cavite.
Medlemmer af Magdalo-fraktionen prøvede også at miskreditere Bonifacio som uegnet også til denne stilling og påpegede i den forbindelse, at han ikke havde nogen uddannelse. Denne indvending var dog ikke helt retfærdig; han havde blandt andet været den, som oversatte Jose Rizals Mi Ultimo Adios fra spansk til tagalog og var forfatter til det gribende nationalepos Pagibig sa Tinubuang Lupa.
Bonifacio erklærede beslutningerne fra Tejeros for ugyldige. Han betragtede fortsat sig selv som Supremo og underkendte Aguinaldos regeringsdannelse. Han dannede derefter selv sin egen regering. Den efterfølgende måned udformede han en militær pagt i Naic i Cavite. Den blev underskrevet af omkring 40 mænd.

### Bonifacio fanges og henrettes af Aguinaldo
Efter disse begivenheder bevægede Bonifacio og hans mænd sig ind i den mere centrale del af landet til barrio Limbon i Indang. Den 26. april 1897 forsøgte to af Aguinaldos officerer (oberst Agapito Bonzon og Aguinaldos svoger major Jose Ignacio Paua) at arrestere ham. Bonifacio satte sig til modværge, og det endte med at hans bror Ciriaco blev dræbt, og at han selv blev såret i venstre arm og derefter stukket med en kniv i nakken af Paua.
Efter de dramatiske begivenheder blev han bragt på en båre ned til Naic, som var præsident Aguinaldos nye hovedkvarter.
Andres Bonifacio, der på det tidspunkt var 34 år gammel, blev stillet for en militærdomstol i Maragondon, Cavite. Han og hans bror Procopio blev holdt fanget i kirken i Maragondon. Han blev anklaget for forræderi og for kupforsøg. Et vidne fortalte blandt andet, at Bonifactio havde tilbudt ham ti pesos for at dræbe Aguinaldo. Nogle versioner af retssagen giver det indtryk, at Bonifacio ikke i tilstrækkelig grad fik mulighed for at forsvare sig og svare på de anklager, der blev rettet imod ham. Den 8. maj blev han og hans bror dømt til døden. Mandag den 10. maj førte general Lazaro Makapagal og fire soldater brødrene Andres og Procopio op til Nagpatongbjerget og henrettede dem.

### Revolutionen i andre landsdele
I provinserne Laguna og Batangas var de filippinske revolutionære lige så sejrrige som i Cavite. Under ledelse af general Miguel Malvar og Artemio Ricarte og med helteskikkelser som den kvindelige general Agueda Kahabagan (Henerala Agueda) lykkedes det at nedkæmpe alle de spanske militære enheder i området. Den 3. maj 1897 spredte oprøret sig til provinsen Capiz i Visayas. De militære sejre førte til, at de revolutionære i andre dele af landet greb til våben igen i maj og juni 1897. I provinserne Pangasinan, Tarlac, Pampanga og Nueva Ecija kæmpede de under general Mamerto Natividad, der i november 1897 blev dræbt af en spansk snigskytte. Der opstod også kampe længere væk i det nordlige Luzon, i Zambales, Ilocos Sur og Ilocos Norte.

## Spanien giver op
Den 2. november 1897 havde de revolutionære erklæret Filippinerne for en selvstændig republik (Biak-da-Bato-republikken), men oprøret havde samtidig mistet noget af sin tidligere fremdrift. Ingen af parterne syntes at have kræfter til for alvor at kunne fremtvinge en afgørelse. Spanien havde på det tidspunkt under alle omstændigheder ingen mulighed for afgørende at kunne besejre oprørerne. Stillet overfor dette faktum forsøgte Spanierne i stedet at opnå en fredelig løsning. I december kom man frem til en forhandlingsløsning. Den 14. december 1897 underskrev Aguinaldo og de andre oprørsledere en pagt med spanierne i Biak-na-Bato der skulle afslutte oprøret. Oprørslederne gik samtidig med til at drage i eksil. Spanierne forpligtede sig på deres side til at foretage en række lovændringer og bedre filippinernes vilkår og give dem en højere grad af medbestemmelse. Blandt andet skulle filippinerne sikres en plads i det spanske parlament og have spansk statsborgerskab. De revolutionære skulle desuden have udbetalt en «skadeserstatning» på 800.000 pesos. (Kun halvdelen blev udbetalt.) Aguinaldo rejste til Hongkong, før måneden udløb.
Men det var imidlertid ikke alle de revolutionære, der havde været med til at underskrive aftalen i Biak-na-Bato. I februar 1898 startede oprøret igen og spredte sig til helt nye dele af landet. Den 2. april 1898 startede der også et oprør i Cebu.

## Amerikanerne blander sig, revolutionen fortsætter
Amerikanerne, der på det tidspunkt var i krig med Spanien, så store fordele i at fremme den filippinske revolution. Den 19. maj 1898 vendte Aguinaldo tilbage fra Hongkong på det amerikanske skib McCullough. Fem dage efter, den 24. maj, dannede han en provisorisk regering, og den 12. juni erklærede han Filippinerne for et frit og uafhængigt land.
I 1898 spredte den amerikansk-spanske krig sig også til Filippinerne. Den amerikanske flåde angreb spanierne i Manilabugten, mens filippinske styrker under Emilio Aguinaldo rykkede frem på land. Spanierne måtte til sidst give efter for det militære pres.
Den 13. august 1898 marcherede Aguinaldo og general Arthur MacArthur ind i Manila, hvor spanierne for deres militære æres skyld ydede symbolsk modstand i to timer, før de overgav sig. Kapitulationserklæringen blev forhandlet på plads og få dage senere underskrevet i San Agustin-kirken i Intramuros.

## Forfatning og regeringsdannelse
I september indkaldte Aguinaldo til en lovgivende kongres i Barasoain-kirken i Malolos i provinsen Bulacan nord for Manila.
Den 17. januar 1899 fandt revolutionen også sted på Mindanao´, og det filippinske flag blev i den forbindelse også hejst dér for første gang. Den 21. januar formulerede Aguinaldo Malolos-forfatningen, og den 23. januar tiltrådte det nye republikanske styre med Emilio Aguinaldo som præsident og hans nære rådgiver siden juni 1898 Apolinario Mabini som statsminister og udenrigsminister.

## En ny krig, men nu mod amerikanerne
Stillet ovenfor et uundgåeligt nederlag til amerikanerne havde Spanien imidlertid samtidig solgt Filippinerne til USA. Filippinernes nyvundne uafhængighed blev derfor ikke accepteret af amerikanerne. Allerede den 4. februar begyndte den Filippinske-Amerikanske Krig, (1899-1901, med spredte kamphandlinger helt frem til 1913), som skulle knuse den filippinske republik og etablere et nyt amerikansk kolonistyre.